# Запаљење пасеменика
Запаљење пасеменика или епидидимитис јесте медицинско стање које карактерише упала  закривљене структуре на задњем делу тестиса. Почетак бола обично траје дан или два. Бол се може купирати подизањем тестиса. Остали симптоми могу укључивати отицање тестиса, печење током мокрења или учестало мокрење.  Упала тестиса је такође често присутна.
Код младих и сексуално активних гонореја и кламидија су често основни узрок. Код старијих мушкараца и мушкараца који практикују инсертивни анални секс, ентеричне бактерије су чест узрок.
Дијагноза се обично заснива на симптомима. Стања која могу довести до сличних симптома укључују торзију тестиса, ингвиналну килу и рак тестиса.  Ултразвук може бити користан ако је дијагноза нејасна.
Лечење може укључивати лекове против болова, НСАИЛ и подизање тестиса. Препоручени антибиотици код младих и сексуално активних су цефтриаксон и доксициклин. Међу старијим особама може се користити офлоксацин.
Компликације укључују неплодност и хронични бол. Најчешће оболевају људи старости од 15 до 35 година, нпр. са инциденцом око 600.000 људи ове старосне групе годишње у Сједињеним Америчким Државама.

## Релевантна анатомија
Пасеменик се налази позади и нешто бочно од тестиса и у потпуности је обухваћен туником вагиналис (која покрива тестис). 
Пасеменик се може поделити у три главна региона:
- Глава пасеменика која прима сперматозоиде преко еферентних канала медијастинијума тестиса[2] на горњем полу тестиса.[4]  Глава се хистолошки карактерише дебелим епителијумом са дугим стереоцилијама  и мало глатких мишића.[2] Укључен је у апсорпцију течности како би сперма била концентрисана. Концентрација сперме овде је разређена.
- Тело пасеменика које има средњи епител и дебљину од глатких мишића.[2]
- Реп пасеменика који има најтањи епител од три региона и највећу количину глатких мишића.[5]
- Семевод завијени је део дисталног дела репа пасеменика.

Доњи део пасеменикаје причвршћен за дно мошница везивном еластичниом врпцом, названом мошничка врпца која представља остатак губернакулума.

## Епидемиологија
Процењује се да 1 од 1.000 мушкараца (годишње) развије запаљење пасеменика, док акутно апаљење пасеменика чини више од 600.000 медицинских посета лекару годишње само у Сједињеним Америчким  Државама.
Запаљење пасеменика је најчешћи узрок интраскроталне упале. Инциденција је мања од 1 случаја на 1.000 мушкараца годишње. Међутим, од хроничног запаљења пасеменика може да пати и до 80% пацијената који имају бол у скротуму у амбулантним условима.
Аустралијска студија на мушкарцима старости од 15 до 44 године открила је да је 2014. стопа инциденције запаљења пасеменика у одељењу за хитне случајеве  била је 91,9 на 100.000 мушкараца, док је стопа пријема у болницу са акутним запаљење пасеменика била 38.7 на 100.000 мушкараца. У поређењу са 2009. годином, те стопе су представљале повећање од 40% у презентацији запаљење пасеменика и 32% у броју болничких пријема.

### Демографија у вези са узрастом
Запаљење пасеменика је пета најчешћа уролошка дијагноза код мушкараца старости 18-50 година. Просечна старост пацијената са хроничним запаљење пасеменика је 49 година. Пацијенти често доживљавају симптоме и до 5 година пре дијагнозе.
Акутно запаљење пасеменика се најчешће јавља код мушкараца старости 20-59 година (43% код мушкараца од 20-39 година и 29% код мушкараца од 40-59 година). Запаљење пасеменика у детињству (у периоду препубертета) је реткост; док је торзија тестиса чешћа у овој старосној групи.
У студији из Шпаније, запаљење пасеменика је чиниоло 28,4% случајева акутног, интензивног скроталног бола код одраслих који су се обратили за помоћ у једној болници. Орхиепидидимитис је чинио 28,7% случајева. Просечна старост ових пацијената била је 40,2 ± 17,3 године.
Структурне уролошке абнормалности су честе код деце и мушкараца старијих од 40 година са акутним запаљењем пасеменика. Одрасли обично имају стриктуру уретре или су можда имали претходну уролошка операција на уретри, мењајући њихову анатомију и предиспонирајући их на инфекцију. Деца могу имати абнормалности уретре, као што су утрикул простате, дуплирање уретре, задњи уретрални вентили или уретроректална фистула, или друге аномалије, као што су ектопични уретер, ектопични семеновод, дисинергија детрузорског сфинктера или везикоуретерални рефлукс.
У једној студији откривено је да је 47% препубертетских дечака са епидидимитисом имало удружене урогениталне абнормалности, укључујући ектопичне вас деференс или уретер, и абнормалности уретре.

## Клиничка слика
Следећи знаци и симптоми (које пацијент наводи у анамнези) повезани са акутним запаљењем пасеменика:
- Постепени почетак бола и отока скротума, обично једнострано, који се развија током неколико дана (за разлику од торзије тестиса која се развија неколико дана)

- Дизурија, учесталост мокрења или хитност

- Грозница и температура (код само 25% одраслих са акутним епидидимитисом, али код до 71% деце са овим стањем)

- Обично нема мучнине или повраћања (за разлику од торзије тестиса)

- Исцедак из мокраћовода бешике који претходи појави акутног епидидимитиса (у неким случајевима)

## Дијагноза
Дијагноза се обично заснива на симптомима. Стања која могу довести до сличних симптома укључују торзију тестиса, ингвиналну килу и рак тестиса. Ултразвук може бити користан ако је дијагноза нејасна.
Запаљење пасеменика обично има постепен почетак. Типични налази су црвенило, топлина и оток скротума, са осетљивошћу иза тестиса, удаљеном од средине (ово је нормалан положај епидидимиса у односу на тестис). Кремастерични рефлекс (подизање тестиса као одговор на палпацији горњег унутрашњег дела бутине) остаје нормалан. Ово је користан знак за разликовање од торзије тестиса. Ако постоји бол који се ублажава подизањем тестиса, то се назива Пренов знак, који је, међутим, неспецифичан и није користан за дијагнозу. 
Пре појаве софистицираних медицинских техника снимања, хируршко истраживање је било стандард неге. Данас је доплер ултразвук уобичајен тест, јер може показати подручја крвотока и омогућити јасно разликовање  запаљења пасеменика и торзије тестиса. Међутим, како се торзија и други извори болова у тестисима често могу утврдити само палпацијом, неке студије сугеришу да је једина стварна корист ултразвука да се особа увери да нема рак тестиса.
Додатни тестови могу бити неопходни да би се идентификовали основни узроци. Код млађе деце често се налази аномалија уринарног тракта. Код сексуално активних мушкараца могу се урадити тестови на полно преносиве болести. То може укључивати:
- микроскопију и културу првог узорка мокраће,
- бојење по Граму у култури течности или брис из уретре,
- тестове амплификације нуклеинске киселине (за амплификацију и откривање микробне ДНК или других нуклеинских киселина)
- тестове на сифилис и ХИВ.

## Диференцијална дијагноза
Запаљењем пасеменика се мора разликовати од торзије тестиса, што је прави уролошки хитан случај. Идиопатски скротални бол и орхиалгија могу се погрешно дијагностиковати као запаљењем пасеменика. Међутим, уз одговарајућу процену и пажљив физички преглед, ови ентитети се могу разликовати један од другог и поставити одговарајућа дијагноза.
Остали услови које треба узети у обзир у диференцијалној дијагнози епидидимитиса укључују следеће:
- Скротална кила

- Ингуинална кила

- Идиопатски едем скротума

- Реактивна хидроцела

- Пиоцела

- Хенох-Шонлеова пурпура

- Бехчетова болест

- Полиартеритис нодоса

- Васкулитис

- Референтни или радикуларни бол

- Циста пасеменика

- Конгестија пасеменика након вазектомије

- Сперматокела

- Тумор тестиса (хеморагија у тумор)

- Варикокела

- Инфекција уринарног тракта

- Други ретки узроци скроталног бола који укључују: кутну упала слепог црева, акутни панкреатитис, акутни аортни синдром, тромбозу сперматичне вене или пампиниформног плексуса.[13]

- Траума мошница и/или тестиса

- Семином тестиса

- Торзија тестиса

## Терапија
И у акутном и у хроничном облику, антибиотици се користе ако се сумња на инфекцију. Лечење избора је често азитромицин и цефиксим који покрива и гонореју и хламидију. Флуохинолони се више не препоручују због широко распрострањене отпорности на гонореју. Доксициклин се може користити као алтернатива азитромицину. Код хроничног запаљења пасеменика, може се прописати четири до шест недеља примена антибиотика како би се обезбедило потпуно искорењивање било ког могућег бактеријског узрока, посебно различитих хламидија.
За случајеве узроковане ентералним микрорганизмима (као што је ешерихија коли ), препоручује се офлоксацин или левофлоксацин .
Код деце, флуорокинолоне и доксициклин је најбоље избегавати. Пошто су бактерије које изазивају инфекције уринарног тракта често узрочници запаљења пасеменика код деце. У овим случајевима је прикладнија употреба котримоксазола или неког деривата пеницилина (као што је цефалексин ).
Дотатна терапија као што су подизање скротума и хладне облоге које се редовно примењују на скротум могу ублажити бол у акутним случајевима. Лекови против болова или противупални лекови се често користе за лечење и хроничних и акутних облика. 
Хоспитализација је индикована за тешке случајеве, а провере могу осигурати да је инфекција излечена. 
Хируршко уклањање пасеменика је ретко потребно, јер изазива стерилитет и само у око 50% случајева ублажава бол. Међутим, код акутног гнојног запаљење пасеменика (акутни епидидимитис са секрецијом гноја) може бити препоручљива епидидимотомија .. У рефракторним случајевима може бити потребна потпуна епидидимектомија. У случајевима са неизлечивим болом у тестисима, такође може бити оправдано уклањање целог тестиса или орхиектомија .
Генерално се верује да ће се већина случајева хроничног запаљења пасеменика на крају „излечити“ чак иако се не лечи, иако то може потрајати годинама или чак деценијама.  Неки лекови који се односе на лечење простате показали су се ефикасним у лечењу хроничног запаљење пасеменика, укључујући доксазосин.

## Прогноза
Према једном истраживању утврђено је да је прогноза болести код јапанских пацијената са запаљењем пасеменика, лошија код старијих особа; претходне историје шећерне болести и грознице, као и код већег броја белих крвних зрнаца, вишег ниво Ц-реактивног протеина и ниво азота уреје у крви. Ови истраживачи су креирали алгоритам за који се показало да има 98,8-100% специфичности за предвиђање тешког запаљења пасеменика.
Бол се побољшава у року од 1-3 дана, али индурација може потрајати неколико недеља или месеци до повлачења. 
Инфекција запаљеног пасеменика може довести до стварања епидидималног апсцеса. Поред тога, напредовање инфекције може довести до захватања тестиса, изазивајући епидидимоорхитис или апсцес тестиса. Сепса је потенцијална последица тешке инфекције.
Билатерални епидидимитис може довести до стерилитета због оклузије дуктула изазвне перитубуларном фиброзом.
Пацијенти са запаљењем пасеменика  који је последица полно преносиве болести имају 2-5 пута већи ризик од добијања и преношења ХИВ-а.  Свим сексуалним партнерима пацијената са запаљењем пасеменика који је последица полно преносиве болести потребно је адекватно  тестирање и лечење од стране дерматовенеролога.